# Dmitrij Samorukov
Dmitrij Samorukov, ryska: Дмитрий Саморуков, född 16 juni 1999, är en rysk professionell ishockeyback som är kontrakterad till Washington Capitals i National Hockey League (NHL) och spelar för Bakersfield Condors i American Hockey League (AHL).
Han har tidigare spelat för HK CSKA Moskva i Kontinental Hockey League (KHL); Guelph Storm i Ontario Hockey League (OHL) samt Krasnaja Armija Moskva i Molodjozjnaja chokkejnaja liga (MHL).
Samorukov draftades av Edmonton Oilers i tredje rundan i 2017 års draft som 84:e spelare totalt.

## Statistik
| 2015–2016  | Krasnaja Armija Moskva | MHL        | 3   | 0  | 1  | 1  | 0  | —  | —  | —  | —  | —  |
| 2016–2017  | Guelph Storm           | OHL        | 67  | 4  | 16 | 20 | 41 | —  | —  | —  | —  | —  |
| 2017–2018  | Guelph Storm           | OHL        | 62  | 11 | 23 | 34 | 29 | 6  | 0  | 2  | 2  | 6  |
|            | Bakersfield Condors    | AHL        | 5   | 0  | 2  | 2  | 2  | —  | —  | —  | —  | —  |
| 2018–2019  | Guelph Storm           | OHL        | 59  | 10 | 35 | 45 | 20 | 24 | 10 | 18 | 28 | 12 |
| 2019–2020  | Bakersfield Condors    | AHL        | 47  | 2  | 8  | 10 | 24 | —  | —  | —  | —  | —  |
| 2020–2021  | HK CSKA Moskva         | KHL        | 48  | 2  | 6  | 8  | 12 | —  | —  | —  | —  | —  |
| 2021–2022  | Edmonton Oilers        | NHL        | 1   | 0  | 0  | 0  | 0  | —  | —  | —  | —  | —  |
|            | Bakersfield Condors    | AHL        | 15  | 1  | 2  | 3  | 18 | —  | —  | —  | —  | —  |
| NHL totalt | NHL totalt             | NHL totalt | 1   | 0  | 0  | 0  | 0  | —  | —  | —  | —  | —  |
| AHL totalt | AHL totalt             | AHL totalt | 67  | 3  | 12 | 15 | 44 | —  | —  | —  | —  | —  |
| OHL totalt | OHL totalt             | OHL totalt | 188 | 25 | 74 | 99 | 90 | 30 | 10 | 20 | 30 | 18 |

### Internationellt
| Källa: Uppdaterad: 2021-12-30 | Källa: Uppdaterad: 2021-12-30 | Källa: Uppdaterad: 2021-12-30 |         | Utv = Utvisningsminuter | Utv = Utvisningsminuter | Utv = Utvisningsminuter | Utv = Utvisningsminuter | Utv = Utvisningsminuter |
| År                            | Lag                           | Mästerskap                    | Matcher | Mål                     | Assists                 | Poäng                   | Utv                     |                         |
| ----------------------------- | ----------------------------- | ----------------------------- | ------- | ----------------------- | ----------------------- | ----------------------- | ----------------------- | ----------------------- |
| 2016                          | Ryssland                      | U18-VM                        | 5       | 1                       | 4                       | 5                       | 2                       |                         |
| 2016                          | Ryssland                      | Ivan Hlinka                   | 5       | 0                       | 2                       | 2                       | 16                      |                         |
| 2017                          | Ryssland                      | U18-VM                        | 7       | 1                       | 4                       | 5                       | 6                       |                         |
| 2018                          | Ryssland                      | JVM                           | 5       | 0                       | 1                       | 1                       | 4                       |                         |
| 2019                          | Ryssland                      | JVM                           | 7       | 1                       | 3                       | 4                       | 2                       |                         |
| Junior totalt                 | Junior totalt                 | Junior totalt                 | 29      | 3                       | 14                      | 17                      | 30                      |                         |